# 王漢寧
王漢寧（1940年12月15日—），江蘇武進人，中华民国空军二級上將。

## 生平
王汉宁先后毕业于中華民國空軍軍官學校第45期、三军大学空军学院、三军大学战争学院。曾任空军副联队长、联队长、飞行大队长。1990年11月，任國防部空軍司令部人事署署长。1995年8月，他擔任空军东部指挥总指挥官。1996年1月，授空军中将衔。1997年8月，王升任空军总司令部副总司令。1999年7月，再晉升為空军二级上将。同年9月21日，台湾发生921大地震，時任副参谋总长的王汉宁出任“震灾灾后应变指挥中心”指挥官。